# Ascaron
Ascaron Entertainment era una ditta tedesca produttrice di videogiochi. Ha perlopiù prodotto videogiochi strategici a turni, strategici in tempo reale e manageriali.

## Storia
Originariamente si chiamava Ascon e ha adottato il nome odierno nell'ottobre del 1996.
Aveva una sede a Gütersloh, città nella Germania occidentale, uno studio di sviluppo ad Aquisgrana e un ufficio internazionale a Birmingham, nel Regno Unito.
Le serie di maggior successo sono state The Patrician (simulatore commerciale), On the Ball (simulatore calcistico), Port Royale (simulatore commerciale e bellico), Sacred: La leggenda dell'arma sacra (un RPG) e Darkstar One (simulatore di combattimenti nello spazio).
Chiuse i battenti nel luglio 2009 in seguito al fallimento del gioco Sacred 2: Fallen Angel (minato da numerosi bug e mancante di alcune funzioni dichiarate utili dai fan della serie). Gli ex dipendenti sono entrati nella Gaming Minds Studio, mentre i diritti di Sacred sono passati alla Koch Media.

## Videogiochi sviluppati
- The Patrician (1992)
- On the Ball (Titolo originale: Anstoss) (1993)
- Hanse - Die Expedition (1994)
- Elisabeth I (1995)
- Pole Position (1996)
- On the Ball 2 (1997)
- Extreme 500 (1998)
- On the Ball 3 (2000)
- Patrician II (2000)
- On the Ball Action (2001)
- Ballerburg (2001)
- Patrician III (2002)
- Port Royale: Gold, Power and Pirates (2002)
- Sacred: La leggenda dell'arma sacra (2004)
- Port Royale (2004)
- Arena Wars (2004)
- Port Royale 2: Impero e pirati (2004)
- Tortuga (Titolo americano: Pirate Hunter) (2004)
- The Great Art Race (Titolo originale: Vermeer 2) (2004)
- Sacred: Underworld (2005)
- Darkstar One (2006)
- Sacred 2: Fallen Angel (2008)